# Valhermoso de la Fuente
Valhermoso de la Fuente est une municipalité espagnole de la province de Cuenca, dans la région autonome de Castille-La Manche.

## Personnalités liées à la commune
- Ladislas Lozano (né en 1952), footballeur et entraîneur franco-espagnol, est né à Valhermoso de la Fuente.